# 羅德樓
羅德樓，英格蘭牛津大學內的一棟建築，位於南公園路。它是為了紀念塞西爾·羅德斯而興建，由赫伯特·貝克爵士設計，於1928年完工。有「全球大學生諾貝爾獎」之稱的羅德獎學金的得主，將可以獲准使用這棟建築。

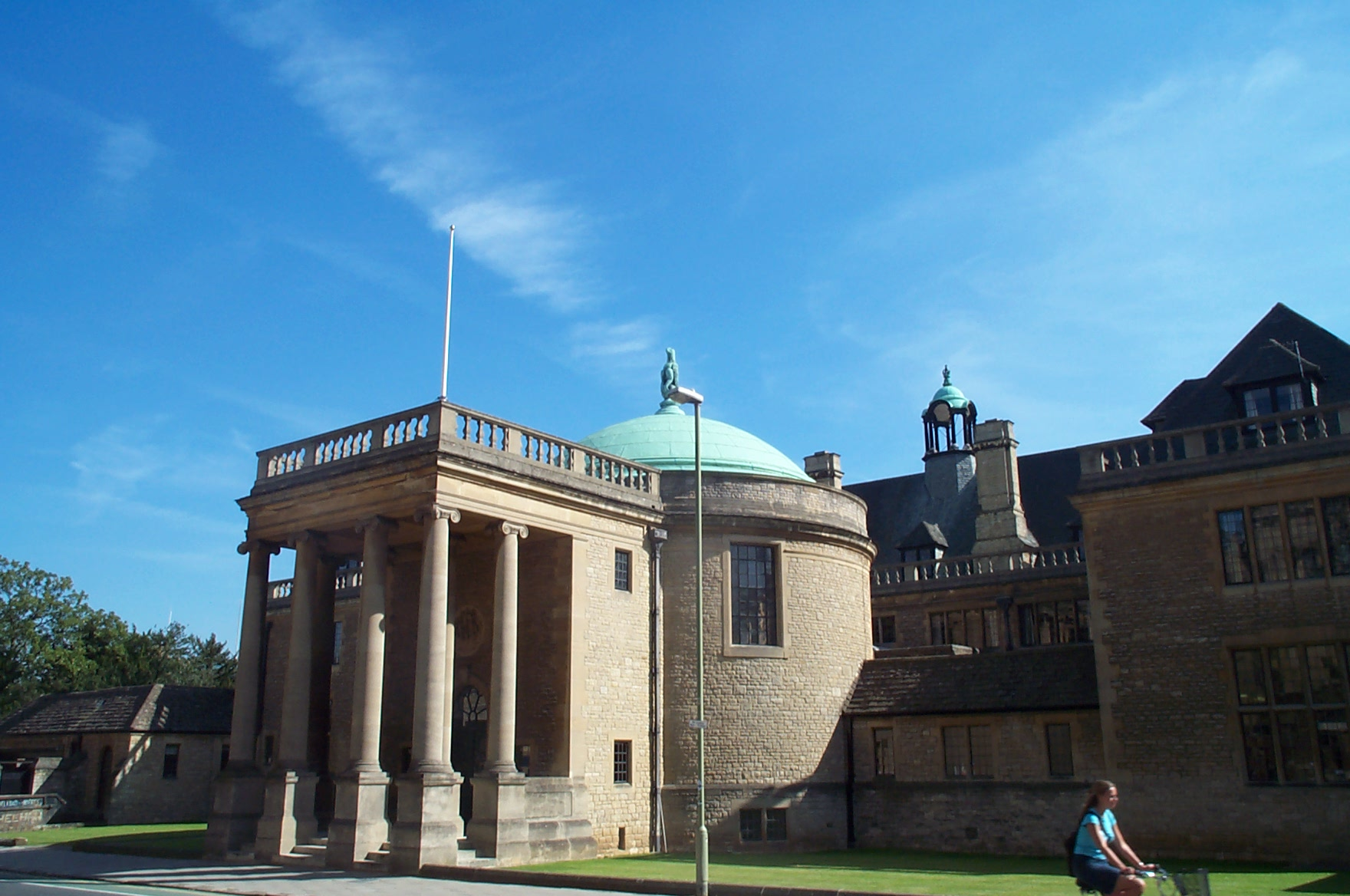
羅德樓

羅德信託（英語：Rhodes Trust）的本部就在羅德樓裏。在其中，還有俗稱羅德樓圖書館（Rhodes House Library）的英國聯邦與非洲研究博德利圖書館（Bodleian Library of Commonwealth and African Studies）。它是博德利圖書館的一部份。

## 羅德信託
於1902年，根據塞西爾·羅德斯的遺願，成立了羅德信託，本部位於羅德樓內。他們主要的工作，就是提供羅德獎學金。

## 外部連結
- 羅德樓 （页面存档备份，存于）
- 羅德信託 （页面存档备份，存于）
- 羅德樓圖書館 （页面存档备份，存于）